# Ben Sonnemans
Bernardus „Ben“ Jacobus Maria Sonnemans (* 13. Januar 1972 in Haarlem) ist ein ehemaliger niederländischer Judoka. Er war Europameister 1997 und gewann außerdem zwei Bronzemedaillen bei Europameisterschaften.

## Karriere
Der 1,90 m große Ben Sonnemans trat bis 1992 in der Gewichtsklasse bis 86 Kilogramm an. 1991 und 1992 war er Fünfter der Junioren-Europameisterschaften, 1992 belegte er bei den Junioren-Weltmeisterschaften ebenfalls den fünften Platz.
1993 wechselte er ins Halbschwergewicht, die Gewichtsklasse bis 95 Kilogramm. Bei den Weltmeisterschaften 1993 belegte er den siebten Platz. 1994 bei den Europameisterschaften unterlag er im Halbfinale dem Polen Paweł Nastula, den Kampf um Bronze verlor er gegen den Russen Dmitri Sergejew. Im Jahr darauf trat er bei den Europameisterschaften in Birmingham in der offenen Klasse an. Im Halbfinale unterlag er dem Ungarn Imre Csősz, mit einem Sieg über den Spanier Ernesto Pérez erkämpfte sich Sonnemans eine Bronzemedaille. Bei den Weltmeisterschaften 1995 in Chiba trat Sonnemans wieder im Halbschwergewicht an, er verlor im Viertelfinale gegen Dmitri Sergejew und belegte nach einer Niederlage gegen den Franzosen Stéphane Traineau den siebten Platz.
Die Europameisterschaften 1996 fanden in Den Haag statt. Sonnemans verlor im Achtelfinale gegen den Portugiesen Pedro Soares und gewann dann in der Hoffnungsrunde gegen den Deutschen Axel Lobenstein und den Ungarn Antal Kovács. Im Kampf um Bronze unterlag er dem Franzosen Ghislain Lemaire. Zwei Monate später bei den Olympischen Spielen in Atlanta bezwang er im Achtelfinale den Briten Raymond Stevens. Im Viertelfinale unterlag er dem Südkoreaner Kim Min-soo durch Waza-ari. In der Hoffnungsrunde schlug Sonnemans den Russen Dmitri Sergejew nach zehn Sekunden und den Japaner Yoshio Nakamura durch Schiedsrichterentscheid. Damit hatte er den Kampf um Bronze erreicht, den er nach 2:47 Minuten gegen den Brasilianer Aurélio Miguel verlor.
Bei den Europameisterschaften 1997 in Ostende bezwang Sonnemans im Halbfinale den Portugiesen Pedro Soares und wurde Europameister durch einen Sieg über den Franzosen Ghislain Lemaire. Im gleichen Jahr wurde Sonnemans mit dem niederländischen Team auch Mannschaftseuropameister und Ende November gewann er den Titel bei den Militärweltmeisterschaften. Ab 1998 lag die Gewichtsobergrenze im Halbschwergewicht bei 100 Kilogramm. Bei den Europameisterschaften 1998 in Oviedo unterlag Sonnemans im Halbfinale dem Rumänen Radu Ivan, den Kampf um Bronze gewann er gegen Ghislain Lemaire. 1999 gewann Sonnemans beim Weltcupturnier in Paris. Bei den Militärweltspielen in Zagreb trat Sonnemans im Schwergewicht an und gewann Silber hinter dem Chinesen Pan Song. Im Jahr 2000 nahm Sonnemans an den Olympischen Spielen in Sydney teil. Nach einer Auftaktniederlage in 2:38 Minuten gegen den Kanadier Nicolas Gill bezwang er den Portugiesen Soares und verlor dann gegen den Georgier Iweri Jikurauli. So belegte Sonnemans am Ende den neunten Platz. Ende 2000 gewann Sonnemans noch eine Bronzemedaille bei den Militär-Weltmeisterschaften.
Insgesamt gewann Sonnemans acht niederländische Meistertitel: Von 1993 bis 1997 im Halbschwergewicht bis 95 Kilogramm, 1998 im Halbschwergewicht bis 100 Kilogramm sowie 1994 und 1995 in der Allkategorie. Nach seiner Karriere war Sonnemans Sportdirektor beim niederländischen Judoverband.